# Dolní Lipka (stacja kolejowa)
Dolní Lipka – stacja kolejowa w Dolní Lipka, w kraju pardubickim, w Czechach. Znajduje się na wysokości 545 m n.p.m.
Na stacji nie ma możliwości zakupu biletu, a obsługa podróżnych odbywa się w pociągu.

## Linie kolejowe
- 024 Ústí nad Orlicí - Štíty
- 025 Dolní Lipka - Hanušovice